# 坂田三吉 (ドカベン)
坂田 三吉（さかた さんきち）は、漫画『ドカベン』に登場する架空の人物。

## 人物
- 大阪府・通天閣高校のエースで4番。左投左打。長身から繰り出す速球が武器の好投手。
- ゴルフスイングのようなフォームから、高さ100メートルを超え、さらに落ちるに従ってスライスしていく超フライをあげて落球を誘い、ランニングホームランを狙う「通天閣打法」を持つ。
- 打者としてはミートがうまく（近鉄時代は「チーム１ミートがうまい」や、「殿馬に匹敵する」とも言われた）、打点が多い（山田と打点王争いをしたこともある）のが特徴。またそのスイングの軌道から落ちる球に強い。
- 通天閣を臨む大阪・ミナミの長屋に祖母（お鹿バア）と同居している。速球とコントロールの良さも、日々の糧を得るために野良犬に投石して捕えていた生活を繰り返していたことから生まれたもの。
- 甲子園大会優勝旗の周りの金糸をマニアに一本10万円で売りつけようと考えるなど（未遂）、かなり金にうるさい性格。しかし、3年春のセンバツでは、関東大会で肩を痛めていた里中に、密かに知り合いの整体師を紹介するなど、人情家の部分もある（結果、試合に敗れて敵に塩を贈る形になったが、本人は満足していた）。
- 名前の由来は、通天閣に記念碑がある将棋棋士の坂田三吉。また「お鹿バア」のモデルは演劇『がめつい奴』で三益愛子が演じた人物。
- 犬を投石で殺し、リヤカーに積んで売り歩き生計の助けとしていた。後に、この描写は問題視され、版数を重ねた段階で修正されることになる。

## 経歴

### 高校時代
- 1年夏は大阪府予選決勝の浪商戦で完全試合を達成。また、緒方勉とともに、明訓高校が出場する神奈川予選を観戦するキャラクターとして登場。甲子園では開幕試合で明訓高校と対戦。山田の適時打で先制されるも、9回に自らの通天閣打法で同点とする。しかし、10回に伏兵・北と里中に連打を浴び、3-1で敗れた。
- 2年夏の甲子園では、弁慶高校を破るなどして勝ち進み、決勝戦で賀間剛介率いる甲府学院相手に22三振を奪うとともに通天閣打法でサヨナラランニングホームランを放ち、優勝を果たす。
- 夏春連覇を狙った3年春の甲子園では、再び開幕試合で前年春を制した明訓高校と対戦し、敗戦。
- 3年夏の大阪府予選では、藤村甲子園の弟で双子の球二・球三バッテリー率いる南波高校に、決勝で敗れ、開会式では一人で優勝旗を返しに行った。

### プロ時代
- 1995年、ドラフトのハズレ1位で近鉄バファローズに入団。同年の開幕戦（日本ハム戦）で、ルーキーにして開幕投手を任されるが、同じルーキーの不知火守にノーヒットノーランを達成され、敗戦投手となる。
- チームメイトの広仲塁とは、バッテリーを組むなど仲がよかった。1996年の開幕戦では、高々と球を投げ上げる「通天閣投法」で山田から三振を奪い、その後捕手となって広仲の球を受け、勝利を収めた。
- 1997年、近鉄の大阪ドーム移転を機に野手に転向。ポジションは外野手（一塁手として出場したこともある）。
- 1998年の開幕戦（ロッテ戦）で、スイングの性質上インハイのストレートは通天閣打法で打てないことを見抜かれ、里中智に三振を喫し、日本記録となる1試合20奪三振を許す。
- 2004年、四国アイアンドッグスにFA移籍。左翼手のレギュラーとして出場している。打順は基本クリーンナップ。

## 主な記録

### 高校時代
- 完全試合（1年夏、大阪府大会決勝）
- 甲子園大会一試合22奪三振（2年夏、決勝・甲府学院戦）

## 背番号
- 01（1995年 - 2003年）
- 7（2004年 - ）

## 担当声優
- 安原義人（アニメ版『ドカベン』）
- 千葉繁（ゲーム『激闘プロ野球 水島新司オールスターズVSプロ野球』）